# Chocolate Dynamite
Chocolate Dynamite è un cortometraggio del 1914 diretto da Lionel Barrymore che qui firma il suo quinto film da regista. Prodotto dalla Biograph Company, il film venne distribuito dalla General Film Company e uscì in sala il 28 febbraio 1914.

## Produzione
Il film fu prodotto dalla Biograph Company.

## Distribuzione
Distribuito dalla General Film Company, il film - un cortometraggio di 150 metri - uscì nelle sale cinematografiche statunitensi il 28 febbraio 1914. Nelle proiezioni, veniva programmato con il sistema dello split reel, accorpato in un'unica bobina con un altro cortometraggio prodotto dalla Biograph, la commedia Because of a Hat.
Non si conoscono copie ancora esistenti della pellicola che viene considerata presumibilmente perduta.